# Нова телевизия (Болгария)
Нова телевизия (с июня 2016 года переписываемая как NOVΛ/NOVA, а в предыдущие периоды как НТВ, Nova Television и НТВ) — болгарский частный национальный телеканал, входящий в состав Nova Broadcasting Group. С января 2021 года он принадлежит United Group, телекоммуникационному и медиа-оператору в Юго-Восточной Европе, базирующемуся в Нидерландах.

## История
1. «Нова Телевизия» стартовала как эфирный региональный телеканал в Софии с 16 июля 1994 года. Первым кадром в телепрограмме стал болгарский художественный фильм «Все есть любовь» (1979). С 7 августа 1995 года в эфир вышла первая информационная программа «Календарь». С 17 сентября 1997 года вышел первый выпуск первого утреннего шоу на телевидении «Всё началось». С 2000 года телевидение на 100% принадлежит греческой медиакомпании Antenna Group.

С 18 июля 2003 года «Нова Телевизия» получила лицензию на национальное вещание своей программы на частотах Первого канала. Таким образом, Нова Телевизия стала третьим национальным телевидением в Болгарии (после БНТ 1 и bTV).
С 19 сентября 2005 г. Нова Телевизия представила новый логотип, новую музыку и графическое оформление, а также новое расписание программ.
31 июля 2008 года шведский медиагигант Modern Times Group подписал контракт на покупку Нова Телевизия за 620 миллионов евро (более 1,2 миллиарда левов). На тот момент компания также владеет телеканалом DIEMA VISION. С начала 2011 года Нова Телевизия, каналы ДИЕМА, КИНО НОВА, ДИЕМА СЕМЬЯ, НОВА СПОРТ, четыре платных канала - ТВ 1000 Балкан, Viasat History, Viasat Explorer, Viasat Nature, а также журнал EVA объединены под названием Nova. Радиовещательная группа, часть MTG.
12 сентября 2011 года телевидение представило новую схему программ, изменив при этом графическую упаковку и новый логотип, а новостная программа была переименована в «Новости Нова ТВ». Diema 2 получает новое название - KINO NOVA.
19 февраля 2018 г. MTG объявила о подписании соглашения с PPF Group о продаже своей 95% доли в Nova Broadcasting Group в Болгарии. Сделку должны были одобрить регуляторы. В июле 2018 года КТК объявил о приостановке сделки по продаже «Нова ТВ».
С марта 2019 года Нова Телевизия принадлежит братьям Кириллу и Георгию Домусиевы, которые владеют 100% акций Nova Broadcasting Group AD через компанию Advance Media Group EAD (входит в холдинг Advance Properties OOD). По данным СМИ, сумма сделки составила 185 млн евро. После смены собственника многие основные журналисты и специалисты были уволены из СМИ и заменены людьми с 3 канала, связанными с Деляном Пеевски. В октябре 2020 года. Nova официально покупает этот канал.
19 января 2021 года КТК одобрил сделку по продаже «Нова Вещательная группа» о United Group, которая была подписана ранее 24 декабря 2020 года. 22 января 2021 года сделка по приобретению была завершена.